# Psammetik I.
Psammetik I. (řecky Πσαμμίς – Psammis nebo Πσαμμουθίς – Psammuthis) byl panovník 26. dynastie ve starověkém Egyptě v Pozdní době, její faktický zakladatel a obnovitel egyptské samostatnosti z 25. nubijské dynastie a asyrské nadvlády. Vládl v letech 664–610 př. n. l..

## Historický vývoj

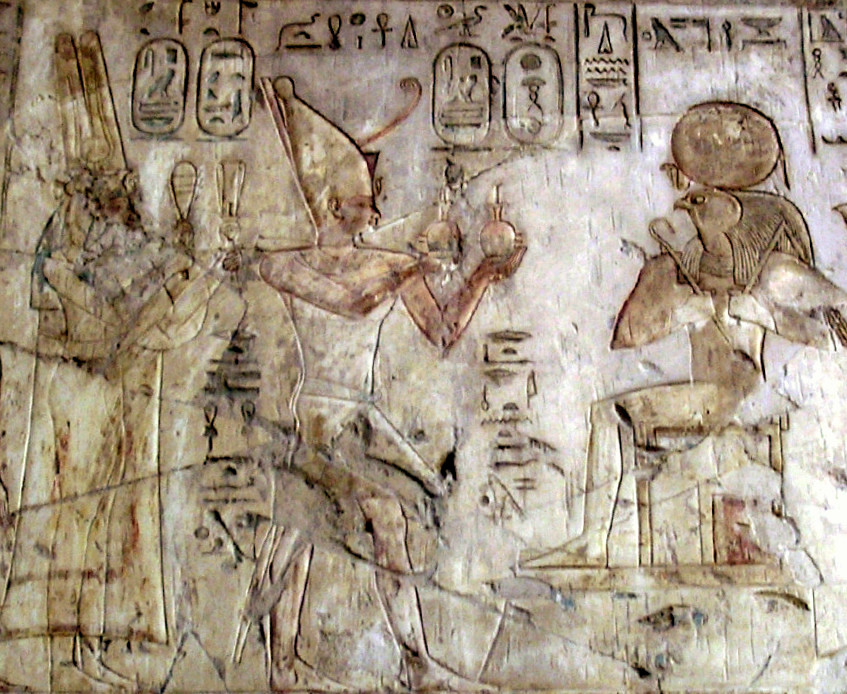
Psammetich I. s dcerou Netorcris obětují bohu Ra-Harakhte

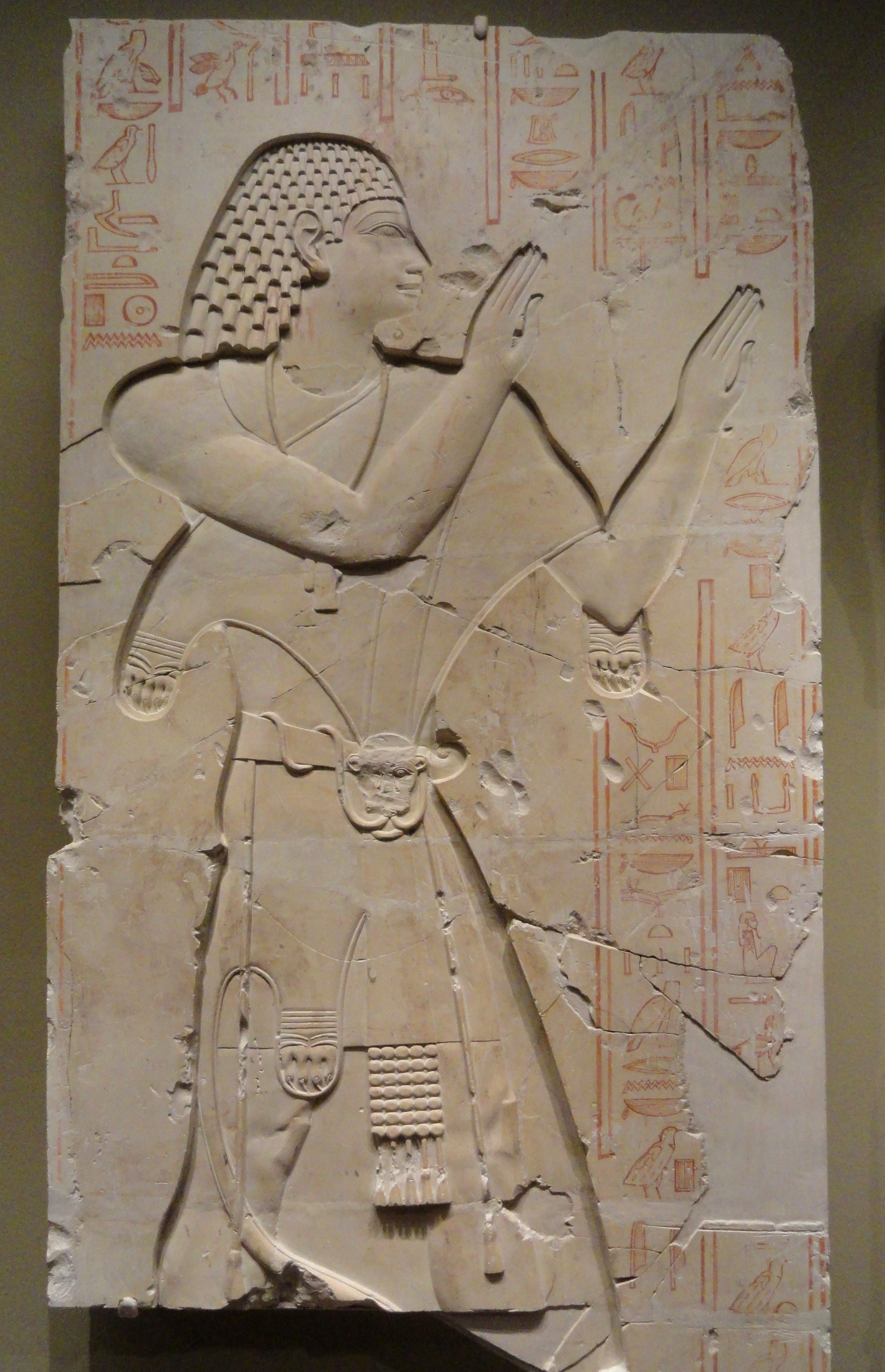
Vezír a Velekněz Mentuemhat v Tebách ve slavnostním rouchu

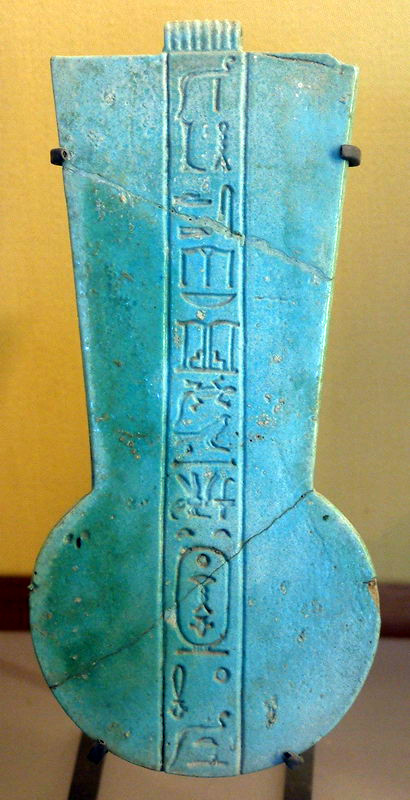
Amulet se jménem Psammeticha k výročí svátku Heb-Sed

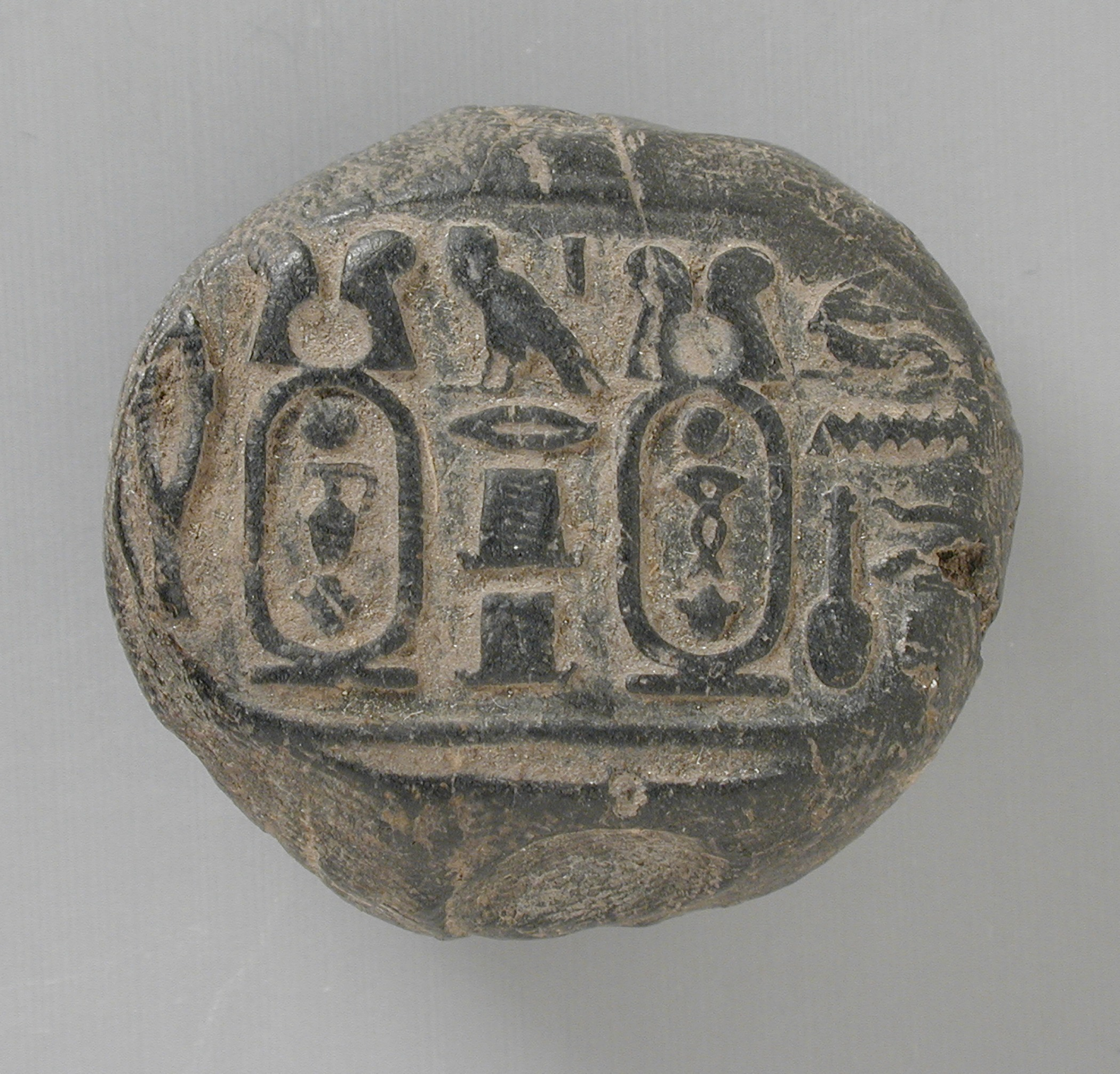
Pečeť Psametich I a král Amasis

Neko I. otec Psammetika I. byl ustanoven vládcem Dolního Egyptu s podporou Assyrie za vlády Aššurbanipala. Vládl jen krátce z Memfis. V horním Egyptu s centrem v Thébách končila vláda nubijské dynastie faraona Taharky, případně jeho následníka Tantamani, kteří podlehli síle Aššurbanipalově vojenské síle, když v roce ~652 př. n. l. obsadil Egypt až po nubijské hranice.
Nicméně mocenská pozice Assyrie v období Novoasyrská říše se drobila dalšími četnými výboji s kmeny Médů a Kimmeriů na severovýchodě říše. I v centru říše vládu oslabilo povstání v Babylonii (~660 př. n. l.) a v Elamu. Aššurbanipal pověřil Psameticha vládou v Dolním Egyptu. Ten po smrti svého otce (~664 př. n. l.) využil slabosti Assyrie, vybudoval silnou armádu s účastí Řeků a kmenů z Kyrkiye. Kombinací diplomatického úsilí a vojenského tlaků postupně překonal decentralizační tendence pramenící z politického uspořádání Třetí přechodné doby a zahájil proces obnovy, označovaný jako tzv. sajská renesance, navazující na 24.dynastii. Poté, co konsolidoval vládu v Dolním Egyptu, bez zvláštních potíží ovládl Horní Egypt. Ve shodě s vlivným thébským veleknězem Mentuemhetem ustanovil svoji dceru Nitocris vlivnou velekněžkou Amona. Její příchod do Théb a inaugurace božskou velekněžkou se uskutečnila v 9. roce vlády otce Psammetikaka, jak popisuje stéla nalezená v Karnaku. 
| „               | Dcera krále Horního Egypta, Nitocris, přichází do domu Amona, aby ji mohl přijmout a být s ní. spokojený. | “ |
| — Breasted §945 | |   |

 Po ~28. roce vlády odolával opětovnému útoku Asyřanů, po rozpadu Novoasyrské říše a vzestupu moci Babylonie se úspěšně ubránil jejich nájezdu za vedení Nabopolassara. Krátce poté ~ roce 610 umírá.Uvádí se, že to bylo následkem vojenské výpravy. Proces znovu sjednocení Egyptu se završil.

## Stavební památky
Podnikl řadu stavebních projektů, včetně vybudování pevností v deltě Nilu u měst Naukratis a Daphnae, stejně jako na ostrově Elefantina. Také výrazně rozšířil Serapeum v Sakkáře. V roce 2017 se předměstí Heliopolis v Káhiře našel fragment kolosální žulové sochy, která bylo archeology určena jak část patřící Psammtichovi I. Psammetichova dlouhá vláda a vlastně celé období 26. dynastie se vyznačuje příklonem k tradiční egyptské kultuře Staré říše i Nové říše. Prováděla se rozsáhlá rekonstrukcí starých poškozených památek.